# Ачинський трамвай
А́чинський трамва́й — трамвайна мережа міста Ачинськ, одна з останніх створених в СРСР і Росії трамвайних систем.
Рух відкрито 15 квітня 1967.
Ремонт і обслуговування першого рухомого складу проводилася на вулиці, тому що цехів ще не було. У квітні 1968 року були здані в експлуатацію будівлі депо та диспетчерської.
Трамвай використовується в основному співробітниками Ачинського глиноземного комбінату.

## Маршрути
| № маршруту | Траса                                             | Історія маршруту |
| ---------- | ------------------------------------------------- | --- |
| 1          | Молодіжний центр - Ачинський глиноземний комбінат | Відкрито в 1967 році по трасі «Вулиця Звєрєва - АГК»                                                                                        |
| 1          | Молодіжний центр - Ачинський глиноземний комбінат | Відкрито в 1968 році по трасі «Взуттєва фабрика - АГК», пізніше продовжений і курсує по сучасній трасі                                      |
| 2          | Молодіжний центр - ЗФА                            | Відкрито в 1970-х роках, наприкінці 1980-х років продовжено до Мазульского рудника. У 1990-х роках маршрут укорочений до початкової траси.  |
| 3          | ЗФА - Мазульський рудник                          | Відкрито у 1970-х роках, наприкінці 1980-х років продовжено до Мазульського рудника. У 1990-х роках маршрут укорочений до початкової траси. |
| 3          | Молодіжний центр - Трамвайне депо                 | Відкрито в другій половині 2000-х років |

## Депо
Мережа обслуговує єдине депо, що знаходиться на балансі глиноземного комбінату. Починаючи з 1997 року глиноземний комбінат перевів трамвайне депо на баланс міста, яке називається МУП ГЕТ м. Ачинськ.

## Рухомий склад
Використовуються вагони КТМ-5, в 2003 р. їх число становило 58 штук, парк не оновлювався з початку 1990-х.
Згідно з даними Росстату, в 2004 р. трамваєм у місті щодня користувалися не менше 11 тис. чоловік. З 2008 року почався повний капітальний ремонт трамвайних вагонів. У період з 2008 по 2010 рік вже відремонтовано більше 10 вагонів.